# Giulio Modena
Giulio Modena (Pontelongo, 1940) è un ingegnere italiano.

## Biografia
Dopo la laurea all'Università di Padova con una tesi sull'estrazione dei formanti della voce, nel 1967 venne assunto dallo CSELT di Torino come responsabile della sezione Elettroacustica, svolgendo attività di ricerca su misure elettroacustiche, trasduttori elettroacustici e trattamento del segnale vocale.
Nel 1975, in CSELT, guidò la realizzazione di MUSA, il primo sintetizzatore vocale stand-alone capace di leggere e parlare in italiano intellegibile: una seconda versione del 1978 era capace di cantare, anche a più voci ("a cappella"). Nel 1978 il centro divenne, pertanto, l'unica realtà industriale al mondo, oltre ad AT&T, a disporre di una tecnologia di sintesi vocale di interesse industriale.
Dal 1979 fu responsabile della Divisione terminali d'Utente.

## Pubblicazioni
- Maurizio Dècina e Giulio Modena, CCITT standards on digital speech processing, in IEEE Journal on Selected Areas in Communications, vol. 6, n. 2, Feb. 1988,  pp. 227-234, DOI:10.1109/49.599. URL consultato il 2 agosto 2022.
- (EN) Adriano Depaoli, Giulio Modena e Aldo Reolon, Measurements on non linear microphones by a speech-like signal, in ICASSP '82. IEEE International Conference on Acoustics, Speech, and Signal Processing, vol. 7, Institute of Electrical and Electronics Engineers, 1982,  pp. 1436-1439, DOI:10.1109/ICASSP.1982.1171799. URL consultato il 2 agosto 2022.
- (EN) Giulio Modena e Aldo Reolon, A new artificial ear for telephone use, in The Journal of the Acoustical Society of America, vol. 63, n. 5, 1º maggio 1978,  pp. 1604-1610, DOI:10.1121/1.381855. URL consultato il 2 agosto 2022.
- (EN) Michel Cartier, Christer Karlsson e Giulio Modena, Standardization of Synthetic Speech Quality for Telecommunication Purposes. Speech Input/Output Assessment and Speech Databases[collegamento interrotto], 1989,  pp. 99-102.
- (EN) Mario Guglielmo, Giulio Modena e Roberto Montagna, Speech and image coding for digital communications, in European Transactions on Telecommunications, vol. 2, n. 1, 1991-01,  pp. 21-44, DOI:10.1002/ett.4460020106. URL consultato il 2 agosto 2022.
- (EN) Giulio Modena, Speech Processing: an Outlook Esprit Founded European Research International Workshop on Recent Advances and Applications of Speech Recognition, Rome, 27-29 maggio 1986.